# Солешти (Васлуй)
Солешти (рум. Solești) — коммуна в составе жудеца Васлуй (Румыния).

## Состав
В состав коммуны входят следующие населённые пункты (данные о населении за 2002 год):
- Солешти (рум. Solești) — 1120 жителей
- Шерботешти (рум. Șerbotești) — 862 жителя
- Штьоборэни (рум. Știoborăni) — 508 жителей
- Сату Ноу (рум. Satu Nou) — 361 житель
- Силиштей (рум. Valea Siliștei) — 353 жителя
- Яз (рум. Iaz) — 350 жителей
- Боушори (рум. Boușori) — 344 жителя

## География
Коммуна расположена в 290 км к северо-востоку от Бухареста, 14 км к северу от Васлуя, 46 км к югу от Ясс.

## Население
По данным переписи населения 2002 года в коммуне проживали 3898 человек.

### Национальный состав
| Национальность | Кол-во человек | Процент |
| -------------- | -------------- | ------- |
| Румыны         | 3898           | 100 %   |

### Родной язык
| Язык      | Кол-во человек | Процент |
| --------- | -------------- | ------- |
| Румынский | 3897           | > 99,9% |
| Немецкий  | 1              | < 0,1%  |

### Вероисповедание
| Вероисповедание | Кол-во человек | Процент |
| --------------- | -------------- | ------- |
| Православные    | 3894           | 99,9%   |
| Не указали      | 4              | 0,1 %   |

## Политика
По результатам местных выборов 2016 года, местный совет коммуны состоит из 13 депутатов следующих партий:
| Партия                                | Количество депутатов |
| ------------------------------------- | -------------------- |
| Социал-демократическая партия         | 7                    |
| Альянс либералов и демократов         | 2                    |
| Национальная либеральная партия       | 2                    |
| Национальный союз за прогресс Румынии | 2                    |